# Eublemma pulvinariae
Eublemma pulvinariae is een vlinder van de familie van de spinneruilen (Erebidae). De wetenschappelijke naam van deze soort is voor het eerst voorgesteld als Thalpochares pulvinariae door Arthur Sidney Olliff in een publicatie uit 1892.
De soort komt voor in Australië.